# Ulgham
Ulgham – wieś w Anglii, w hrabstwie Northumberland. Leży 28 km na północ od miasta Newcastle upon Tyne i 425 km na północ od Londynu. W 2001 miejscowość liczyła 365 mieszkańców.